# Демократическая лига Китая
Демократи́ческая ли́га Кита́я — одна из официальных малых партий КНР.
Была создана в марте 1941 года в городе Чунцин.
Изначально была коалицией трёх демократических партий и трёх групп давления.
Пыталась найти «третий путь» между коммунистами и националистами в гражданской войне, но растущий авторитаризм гоминьдановского диктатора Чан Кайши склонил её к соглашению с КПК.
С 1941 по 1956 лигу возглавлял Чжан Лань.
Основой партии являются представители интеллигенции, работающие в сфере культуры и образования, а также науки и техники (56,6 % членов заняты в образовании, 17,7 % — в сферах науки и технологий). По сообщениям китайских СМИ, в 2007 году лига насчитывала более 180 тыс. членов, в 2012 году — 230 тыс.